# Kościół św. Anny w Bralinie
Kościół św. Anny w Bralinie – rzymskokatolicki kościół parafialny we wsi Bralin, w powiecie kępińskim. Mieści się przy ulicy Wrocławskiej. Należy do dekanatu Bralin.

## Architektura i wyposażenie
Jest to świątynia wybudowana w 1627 w tradycjach gotyckich, rozbudowana w 1840. Jej prezbiterium jest zamknięte wielokątnie, pokryte trójprzęsłowym sklepieniem krzyżowo-żebrowym; przy nim od północy mieści się zakrystia sklepiona kolebkowo. Szersza i nieco wyższa nawa jest pokryta stropem; przy niej od południa mieści się nowsza kruchta, od zachodu znajduje się kwadratowa wieża pokryta blaszanym hełmem. Okna są zamknięte półkoliście. Wyposażenie wnętrza pochodzi z XVIII wieku. W zakrystii drzewi żelazne z okuciami i ozdobnym zamkiem, datowane 1627. Budowla posiada dwa zabytkowe mszały  drukowane w Wenecji 1638 i w Antwerpii 1712. Nowa polichromia namalowana w 1959 nawiązuje do stylu gotyckiego. Z trzech dzwonów dwa zostały zabrane przez władze hitlerowskie w czasie II wojny światowej, zachował się jeden z 1735, odlany przez Jana Krumpferta z Wrocławia. Na zewnętrznej elewacji mieści się epitafium z 1852 ku czci rodziców biskupa wrocławskiego Daniela Latusska pochodzącego z Bralina oraz tablica upamiętniająca przedwojennego proboszcza Stefana Wojciechowskiego, zmarłego 23 czerwca 1942 w obozie koncentracyjnym w Dachau.

## Organy
Organy wybudował Albert Spiegel w 1906 roku. To ostatni instrument tego budowniczego. Gruntowny remont instrumentu przeprowadził Remigiusz Cynar w 2009 roku.
Dyspozycja instrumentu:
| Manuał I                      | Manuał II              | Pedał                        |
| ----------------------------- | ---------------------- | ---------------------------- |
| 1. Bourdon 16'                | 1. Geigen principal 8' | 1. Choralbas 4' **           |
| 2. Principal 8'               | 2. Salicional 8'       | 2. Subbass 16'               |
| 3. Gambe 8'                   | 3. Portunal flöte 8'   | 3. Violoncello 8' (metalowy) |
| 4. Doppelflöte 8' (drewniany) | 4. Travers flöte 4'    | 4. Basflote 8'               |
| 5. Octave 4'                  | 5. Octave 2' *         |                              |
| 6. Mixtur 2' (4 ch.)          |                        |                              |